# Lloret de raquetes de les Sulu
El lloret de raquetes de les Sulu (Prioniturus verticalis) és una espècie d'ocell de la família dels psitàcids que habita la selva humida de l'Arxipèlag de Sulu, a les Filipines.